# Apance
Die Apance ist ein Fluss in Frankreich, der in der Region Grand Est verläuft. Sie entspringt im Gemeindegebiet von Serqueux, entwässert anfangs in westlicher Richtung, dreht dann aber über Süd nach Ost und mündet nach rund 34 Kilometern im Gemeindegebiet von Châtillon-sur-Saône als rechter Nebenfluss in die Saône. Auf ihrem Weg durchquert die Apance großteils das Département Haute-Marne und erreicht erst in ihrem Mündungsabschnitt das Département Vosges.

## Orte am Fluss
- Larivière-Arnoncourt
- Bourbonne-les-Bains
- Fresnes-sur-Apance
- Châtillon-sur-Saône